# جان براون سوم
جان براون سوم (انگلیسی: John Brown؛ زادهٔ ۲۸ ژانویهٔ ۱۹۹۲) بازیکن بسکتبال اهل ایالات متحده آمریکا است.